# George Herbert, V conte di Carnarvon
George Edward Stanhope Molyneux Herbert, V conte di Carnarvon (Highclere Castle, 26 giugno 1866 – Il Cairo, 5 aprile 1923), è stato un nobile, egittologo e collezionista d'arte britannico, finanziatore, in particolare, dello scavo di Howard Carter che portò alla scoperta della tomba di Tutankhamon nella Valle dei Re.

## Biografia

### Infanzia ed educazione
Nato nella residenza di famiglia di Highclere Castle nell'Hampshire il 26 giugno 1866, George Herbert fu educato ad Eton ed al Trinity College a Cambridge, succedendo al titolo di Carnarvon nel 1890.

### Matrimonio
Il 26 giugno 1895, nella Chiesa di Santa Margherita, Carnarvon sposò Almina Victoria Maria Alexandra Wombwell, figlia di Marie Wombwell nata Boyer, moglie del Capitano Frederick Charles Wombwell.

### Hobby
Estremamente ricco, Carnarvon dapprima meglio conosciuto come proprietario di cavalli da corsa e autista spericolato delle prime automobili, subì nel 1901 un grave incidente automobilistico nei pressi di Bad Schwalbach in Germania, che lasciò la sua salute fisica significativamente debole.
Nel 1902, il V Conte fondò lo Highclere Stud per allevare cavalli da corsa purosangue. In 1905, fu nominato uno degli Stewards presso il nuovo Newbury Racecourse. La sua famiglia mantiene un legame da allora con il terreno di gara. Suo nipote, Henry George Reginald Molyneux Herbert, VII Conte di Carnarvon, fu responsabile delle corse per la regina Elisabetta II dal 1969, ed uno dei più intimi amici di Sua Maestà.

### Egittologia

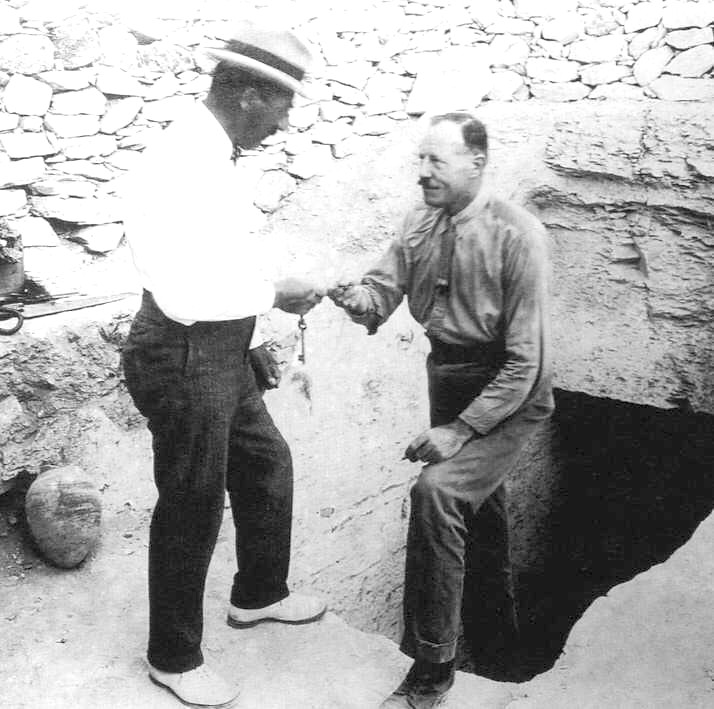
Lord Carnarvon insieme a Howard Carter nel 1922, all'uscita dalla tomba di Tutankhamon

Il conte era un grande amatore di egittologia e nel 1907 si recò in Egitto intenzionato ad effettuare campagne di scavo per arricchire la propria collezione. Resosi conto della necessità di avere sul campo una persona esperta ed a conoscenza delle difficoltà della ricerca, chiese consiglio a Gaston Maspero che gli indicò come persona più adatta l'archeologo Howard Carter, all'epoca in forte difficoltà.
I due si intesero subito e nacque una profonda amicizia. Con le ricchezze di famiglia Lord Carnarvon finanziò gli scavi di Howard Carter a Tebe (Egitto) e molti altri che ingrandirono la collezione di reperti egizi del conte. L'archeologo aveva però l'intenzione di scoprire, nella Valle dei Re, le tombe mancanti di due faraoni di cui all'epoca si sapeva poco (Amenhotep IV, il faraone eretico, e Tutankhamon, il faraone bambino) e convinse George Herbert a finanziare l'impresa. Grazie alla propria abilità, il lord riuscì ad ottenere la concessione di scavo, all'epoca ancora in mano all'archeologo Theodore M. Davis, e gli scavi iniziarono nel 1917.
Questi durarono cinque anni senza alcun successo e con gravose spese per il conte tanto che giunse sull'orlo, nell'agosto del 1922, di dichiarare conclusa la ricerca. Ma l'entusiasmo ancora vivo di Carter e la sua assoluta certezza di riuscire a trovare la tomba convinsero George Herbert a concedergli ancora una stagione di scavo, tempo necessario per scavare l'ultimo settore rimasto. La campagna riprese il 3 novembre 1922 e già il secondo giorno vide la luce uno scalino di una tomba sconosciuta. Presto si giunse all'ingresso di quest'ultima ed i sigilli alla porta rivelavano che nei millenni non era ancora stata violata da alcuno.
Lord Carnarvon, allora in Inghilterra, venne subito richiamato in Egitto e vi giunse il 20 novembre. Sette giorni dopo assistette, assieme a Carter, all'apertura della tomba che rivelò in quel momento il suo ricco corredo funebre ancora sul posto così come venne sistemato millenni prima. Questa scoperta è, a ragione, considerata la più grande scoperta archeologica del XX secolo, non per la ricchezza del corredo ma perché, per la prima volta, era possibile ammirare una tomba di un faraone mai violata nella storia.

### Morte

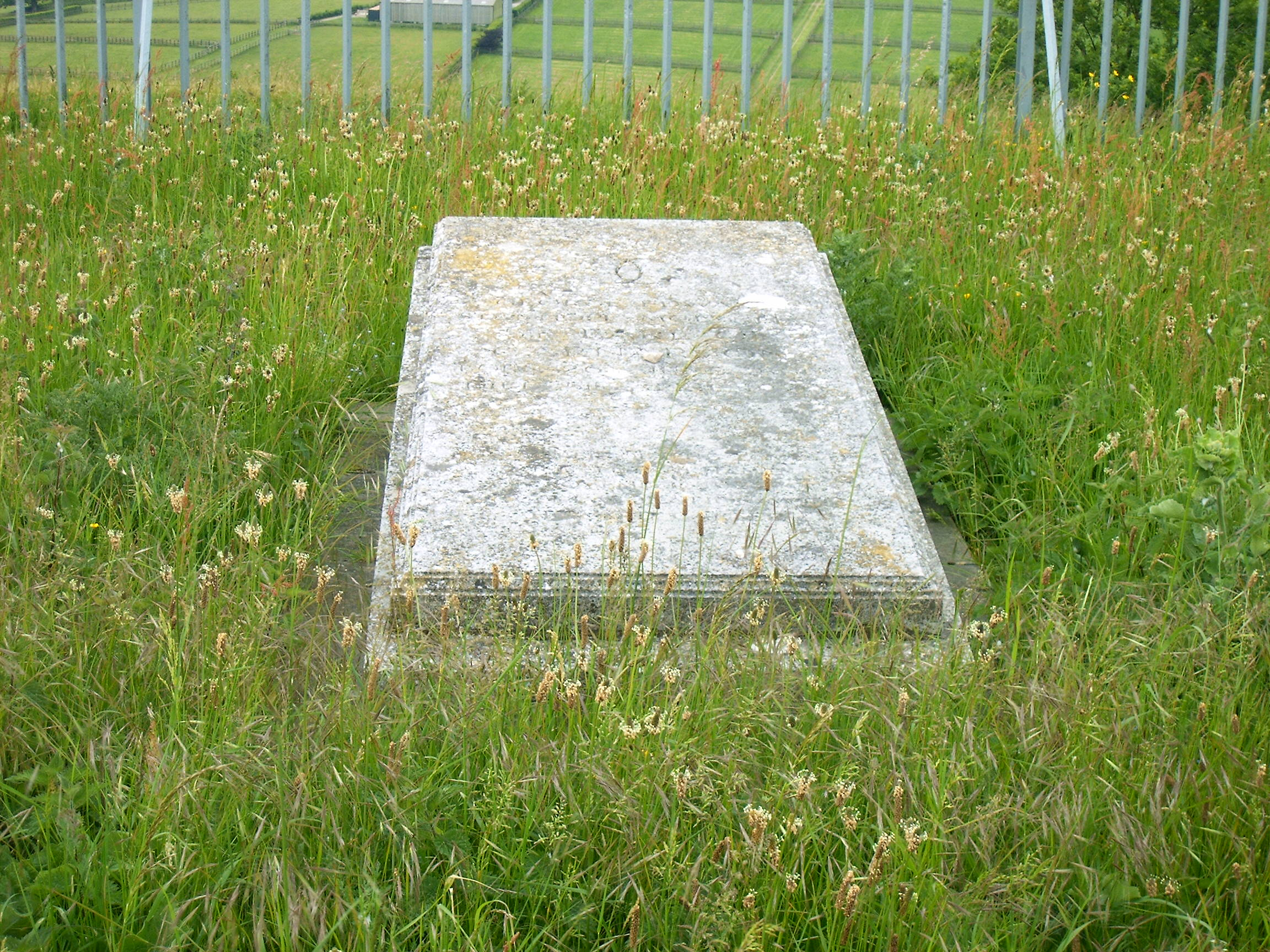
La tomba di Lord Carnarvon

La morte il 5 aprile 1923 non permise a George Herbert di assistere all'apertura, in due fasi distanziate di un anno, del sarcofago di Tutankhamon. Scomparve pochi mesi dopo la scoperta della tomba a causa di una puntura di zanzara sul volto. Egli si tagliò, durante la rasatura, in corrispondenza della tumefazione prodotta dall'insetto: la ferita gli causò erisipela che evolse in sepsi con conseguente polmonite. La sua dipartita alimentò le dicerie sulla famosa maledizione del faraone.
A Carnarvon sopravvissero la moglie Almina, che si risposò, e i loro due figli.
Rimpatriata la salma, oggi riposa in una tomba sita a Beacon Hill, vicino al villaggio di Burghclere nell'Hampshire.

## Discendenza
Lord George Herbet ed Almina Victoria Maria Alexandra Wombwell ebbero:
- Henry George Herbert, VI conte di Carnarvon (1898–1987), che sposò Anne Catherine Tredick Wendell ed ebbe figli.
- Lady Evelyn Leonora Almina Herbert (15 agosto 1901-1980), che sposò Sir Brograve Campbell Beauchamp, II Bt. ed ebbe figli.

## Ascendenza
|                                           |                                          |                                        | Genitori                            |  |  | Nonni |  |  | Bisnonni                             |  |  | Trisnonni                           |  |
|                                           |                                          |                                        |                                     |  |  |       |  |  | Henry Herbert, II conte di Carnarvon |  |  | Henry Herbert, I conte di Carnarvon |  |
|                                           |                                          |                                        |                                     |  |  |       |  |  | Henry Herbert, II conte di Carnarvon |  |  | Henry Herbert, I conte di Carnarvon |  |
|                                           |                                          | Elizabeth Wyndham                      |                                     |  |  |       |  |  | Henry Herbert, II conte di Carnarvon |  |  |                                     |  |
| Henry Herbert, III conte di Carnarvon     |                                          |                                        |                                     |  |  |       |  |  | Henry Herbert, II conte di Carnarvon |  |  |                                     |  |
|                                           |                                          | Elizabeth Acland                       | John Dyke Acland                    |  |  |       |  |  |                                      |  |  |                                     |  |
|                                           |                                          | Elizabeth Acland                       | John Dyke Acland                    |  |  |       |  |  |                                      |  |  |                                     |  |
|                                           |                                          | Elizabeth Acland                       | Harriet Fox-Strangways              |  |  |       |  |  |                                      |  |  |                                     |  |
| Henry Herbert, IV conte di Carnarvon      |                                          | Elizabeth Acland                       |                                     |  |  |       |  |  |                                      |  |  |                                     |  |
|                                           |                                          | Henry Howard-Molyneux-Howard           | Henry Howard                        |  |  |       |  |  |                                      |  |  |                                     |  |
|                                           |                                          | Henry Howard-Molyneux-Howard           | Henry Howard                        |  |  |       |  |  |                                      |  |  |                                     |  |
|                                           |                                          | Henry Howard-Molyneux-Howard           | Juliana Molyneux                    |  |  |       |  |  |                                      |  |  |                                     |  |
| Henrietta Howard-Molyneux-Howard          |                                          | Henry Howard-Molyneux-Howard           |                                     |  |  |       |  |  |                                      |  |  |                                     |  |
|                                           |                                          | Elizabeth Long                         | Edward Long                         |  |  |       |  |  |                                      |  |  |                                     |  |
|                                           |                                          | Elizabeth Long                         | Edward Long                         |  |  |       |  |  |                                      |  |  |                                     |  |
|                                           |                                          | Elizabeth Long                         | Mary Ballard Beckford               |  |  |       |  |  |                                      |  |  |                                     |  |
| George Herbert, V conte di Carnarvon      |                                          | Elizabeth Long                         |                                     |  |  |       |  |  |                                      |  |  |                                     |  |
|                                           | Philip Stanhope, V conte di Chesterfield | Arthur Charles Stanhope                |                                     |  |  |       |  |  |                                      |  |  |                                     |  |
|                                           | Philip Stanhope, V conte di Chesterfield | Arthur Charles Stanhope                |                                     |  |  |       |  |  |                                      |  |  |                                     |  |
|                                           | Philip Stanhope, V conte di Chesterfield | Margaret Headlam                       |                                     |  |  |       |  |  |                                      |  |  |                                     |  |
| George Stanhope, VI conte di Chesterfield | Philip Stanhope, V conte di Chesterfield |                                        |                                     |  |  |       |  |  |                                      |  |  |                                     |  |
|                                           |                                          | Henrietta Thynne                       | Thomas Thynne, I marchese di Bath   |  |  |       |  |  |                                      |  |  |                                     |  |
|                                           |                                          | Henrietta Thynne                       | Thomas Thynne, I marchese di Bath   |  |  |       |  |  |                                      |  |  |                                     |  |
|                                           |                                          | Henrietta Thynne                       | Elizabeth Bentinck                  |  |  |       |  |  |                                      |  |  |                                     |  |
| Evelyn Stanhope                           |                                          | Henrietta Thynne                       |                                     |  |  |       |  |  |                                      |  |  |                                     |  |
|                                           |                                          | Cecil Weld-Forester, I barone Forester | Cecil Forester                      |  |  |       |  |  |                                      |  |  |                                     |  |
|                                           |                                          | Cecil Weld-Forester, I barone Forester | Cecil Forester                      |  |  |       |  |  |                                      |  |  |                                     |  |
|                                           |                                          | Cecil Weld-Forester, I barone Forester | Anne Townshend                      |  |  |       |  |  |                                      |  |  |                                     |  |
| Anne Weld-Forester                        |                                          | Cecil Weld-Forester, I barone Forester |                                     |  |  |       |  |  |                                      |  |  |                                     |  |
|                                           |                                          | Katherine Manners                      | Charles Manners, IV duca di Rutland |  |  |       |  |  |                                      |  |  |                                     |  |
|                                           |                                          | Katherine Manners                      | Charles Manners, IV duca di Rutland |  |  |       |  |  |                                      |  |  |                                     |  |
|                                           |                                          | Katherine Manners                      | Mary Somerset                       |  |  |       |  |  |                                      |  |  |                                     |  |
|                                           |                                          | Katherine Manners                      |                                     |  |  |       |  |  |                                      |  |  |                                     |  |

## Opere
- (EN) George Herbert e Howard Carter, Five Years' Explorations at Thebes. A Record of Work Done 1907-1911, Londra, Frowde, 1912.